# Tabanus subbasalis
Tabanus subbasalis är en tvåvingeart som beskrevs av Kapoor, Grewal och Sharma 1991. Tabanus subbasalis ingår i släktet Tabanus och familjen bromsar. Inga underarter finns listade i Catalogue of Life.